# Hyposerica diegana
Hyposerica diegana är en skalbaggsart som beskrevs av Moser 1911. Hyposerica diegana ingår i släktet Hyposerica och familjen Melolonthidae. Inga underarter finns listade i Catalogue of Life.